# William James Craft
William James Craft (1887 – 30 de junho de 1931) foi um cineasta e roteirista canadense que atuou no cinema dos Estados Unidos. Craft dirigiu 69 filmes entre 1910 e 1931, além de ser o responsável pelo roteiro de 12 filmes entre 1920 e 1928. Atuou também na área de cinematografia, além de produzir 3 filmes, pela Universal Pictures. Foi também fotógrafo durante a Primeira Guerra Mundial.

## Biografia
Craft nasceu em Toronto, Canadá. Trabalhou por 5 anos no teatro, e em 1910 ingressou no cinema, inicialmente como fotógrafo, depois como assistente de direção e finalmente diretor.
Em 1912, chegou a ser ator em um filme, The Life of Buffalo Bill, único filme exclusivamente da produtora Pawnee Bill Film Company, ao lado de Pearl White. Anteriormente a Pawnee Bill Film Company produzira em 1910, em conjunto com a Buffalo Bill, o filme Buffalo Bill's Wild West and Pawnee Bill's Far East, interpretado pelo próprio Buffalo Bill, e que foi a primeira direção de William J. Craft.
Craft trabalhou principalmente na Universal Pictures, além de outros estúdios. O último filme dirigido por ele foi Runaround, que foi lançado pela RKO Pictures em 21 de agosto de 1931, dois meses após seu falecimento.
Craft morreu de ferimentos sofridos quando seu carro caiu de um penhasco em Pacific Palisades, na Califórnia,  em 30 de junho de 1931. Está sepultado no Hollywood Forever Cemetery.

## Filmografia parcial
- Buffalo Bill's Wild West (1910) (primeira direção)
- The Life of Buffalo Bill (1912) (ator)
- Canada's Work for Wounded Soldiers (1918) (documentário canadense)
- Love's Battle (1920)
- The White Rider (1920)
- Who Was the Man? (1921)
- Crossed Clues (1921)
- Double Crossers (1921)
- With Stanley in Africa (1922)
- Headin' West (1922)
- In the Days of Daniel Boone (1923)
- Beasts of Paradise (1923)
- The Riddle Rider (1924)
- The Radio Detective (1926)
- The Silent Flyer (1926)
- The Clown (1927)
- One Hysterical Night (1929)
- See America Thirst (1930)
- The Runaround (1931)